# Ludovicus Piglhein

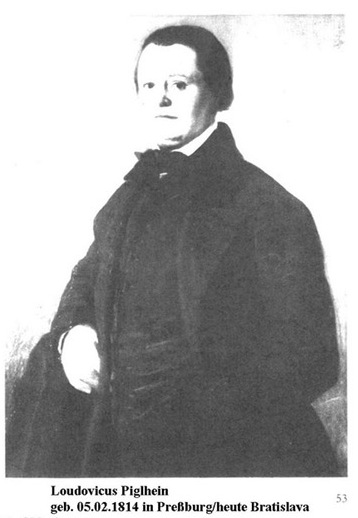
Loudovicus Piglhein: Ölgemälde von Christian Carl Magnussen Hamburg, Hamburg

Ludovicus Piglhein (* 5. Februar 1814 in Preßburg; † 25. Juni 1876 in Hamburg) war ein Innenarchitekt.

## Leben
Ludovicus Piglhein lernte als Tapeziergehilfe in Berlin, London und Paris. Darüber hinaus eignete er sich Fachkenntnisse in eigenen Studien an, bei denen er sich an historischen Vorbildern orientierte. 1839 trat er in ein 1825 von Christian Friedrich Werner gegründetes Unternehmen ein. Unter dem Firmennamen C. F. Werner & L. Piglhein boten beide fortan ihre Fertigkeiten als „Tapezirer, Decorateur, Möbelfabrik“ bei der Gestaltung von Wohnräumen an. Aufgrund des Wiederaufbaus nach dem Hamburger Brand von 1842, des Wirtschaftswachstums und Fortschritten der Industrie in Paris hatten sie zahlreiche potentielle Kunden. Ludovicus Piglhein übernahm schnell die führende Rolle im Unternehmen und wurde zu einem der wichtigsten Innenarchitekten der Hansestadt. Zu seinen Kunden gehörten John von Berenberg-Gossler, Gustav Godeffroy sowie Nicolaus Hudtwalcker.
Piglhein produzierte Polstermöbel, aufwändig verzierte Schränke, Tische und Anrichten. Zudem gestaltete er Wände und Decken und kreierte farblich beeindruckende Muster für Stoffe und Teppiche. Er wählte Gardinen und Vorhänge aus, bei denen er Wert auf eine ausgeprägte Wirkung der entstehenden Falten legte. Neben Aufträgen aus Hamburg arbeitete Piglhein für Hausbesitzer aus Bremen und England sowie für Inhaber von Schlössern aus Oldenburg, Mecklenburg und Böhmen. Auch Sarkophage für einen afrikanischen König und wertvolle Möbelstücke für Schiffskajüten eines ostindischen Fürsten gehörten zu seinem Lieferprogramm.
1848 verzierte Piglhein anlässlich der Frankfurter Nationalversammlung das Schaufenster seines Geschäftes mit einer Germania, die er aus weißen Textilien angefertigte. Carl Hermann Merck urteilte in einem Brief an Ascan Wilhelm Lutteroth, dass es sich dabei „in ihrer Art“ um „ein Meisterstück“ gehandelt habe. In der Folgezeit erhielt Piglhein zahlreiche Aufträge anlässlich von Feierlichkeiten. Bei der Internationalen Landwirtschaftsausstellung 1863 dekorierte er das Heiligengeistfeld. Im Rahmen der Internationalen Gartenbauausstellung 1869 dekorierte er den Alten Elbpark. 1868 gastierte die Wanderversammlung des Verbandes deutscher Architekten in Hamburg. Martin Haller ließ aus diesem Anlass ein von Piglhein dekoriertes Gebäude auf einer künstlich geschaffenen Insel in der Alster errichten.
Am 20. September 1868 besuchte Wilhelm I. Hamburg. Neben einem künstlichen Schloss Babelsberg inmitten der Alster hatte Martin Haller hierfür einen Anbau an das Haus von Max Theodor Hayn errichten lassen. Da kein geeignetes Rathaus zur Verfügung stand, sollte Wilhelm I. hier empfangen und bewirtet werden. Piglhein übernahm auch hier die Inneneinrichtung. Der Innenarchitekt verfügte über zahlreiche Teppiche, Stoffe, Kronleuchter, Säulen, Möbelstücke und andere Dekorationsgegenstände, die er bei derartigen Anlässen verlieh.
1851 fand die Great Exhibition in London statt, bei der Piglhein Hamburg als Kommissar vertrat. Auch an den Weltausstellungen 1854 in München, 1855 in Paris und 1862 in London nahm Piglhein als Jurymitglied teil. Die Eindrücke von der Weltausstellung 1855 hielt er in einem 45 Seiten umfassenden Bericht für den Hamburger Senat fest.
Beim Hamburger Bürgermilitär diente Piglhein von 1851 bis 1854 als Hauptmann der 6. Kompanie des 6. Bataillons. Der Hamburgischen Bürgerschaft gehörte er 1862 als Abgeordneter an. Er war als gewählter Ersatzmann für den ausgeschiedenen Franz Schneider einberufen worden. Von 1865 bis 1873 war Piglhein Mitglied des interimistischen Gewerbeausschusses.
Piglhein war verheiratet. Gemeinsam mit seiner Frau, die zwei Jahre nach dem Innenarchitekten verstarb, hatte er zwei Söhne. Der ältere Sohn, Johann Christian Ludovicus, genannt Ludwig (* 1842,) übernahm das väterliche Unternehmen. Der jüngere Sohn, Bruno Piglhein, wurde ein bekannter Maler. Er erstellte 1876 ein Gemälde, das Ludovicus Piglhein auf dem Totenbett zeigt. Das Bild ist heute im Museum für Hamburgische Geschichte zu sehen.
Ludovicus Piglhein erhielt zahlreiche Preise und Medaillen. Er war geschäftlich erfolgreich und hinterließ bei seinem Tod 600.000 Mark. Es sei Piglhein zu verdanken, dass „der heutige hamburgische gediegene Geschmack“ nirgendwo sonst erreicht werde, urteilte Martin Haller in einer Gedächtnisrede, die er vor dem Architekten- und Ingenieurverein hielt.